# Han vil til Filmen
Han vil til Filmen er en dansk stumfilm fra 1919, der er instrueret af Lau Lauritzen Sr. efter manuskript af A.V. Olsen og Lauritz Olsen.

## Handling
Denne artikel mangler et handlingsreferat. Hjælp os med at skrive det.

## Medvirkende
- Frederik Jacobsen - Grosserer Timm
- Ulla Poulsen - Käthe, grosserens datter
- Frederik Buch - Nolle, grosserens nevø
- Charles Willumsen
- Carl Schenstrøm